# Horácio Rodrigues
Horácio Rodrigues (São Paulo, 24 de fevereiro de 1881 - São Paulo, 29 de janeiro de 1961) foi um engenheiro, advogado e empresário brasileiro.
A Rua Horácio Rodrigues, situada no bairro de Vila Formosa, em São Paulo, foi nomeada em sua homenagem.

## Biografia
Nasceu na capital paulista em 1881 e seus pais foram o general Cândido Rodrigues e d. Zulmira Rodrigues. Formou-se, simultaneamente, em Engenharia (na Escola Politécnica) e Direito (Faculdade do Largo São Francisco) em sua cidade natal.
Com sua dupla formação e capacidade empresarial admirável, Horácio fundou e dirigiu empresas no estado de São Paulo e no Rio Grande do Sul, como uma companhia de telefonia, de transporte ferroviário e energia no interior paulista e mineradores no estado sulista.
Foi eleito para a presidência da Associação Comercial de São Paulo (ACSP) no ano de 1921 e reeleito em 1922. No período em que administrou a ACSP, enfrentou algumas dificuldades relativas à progressiva desvalorização da moeda brasileira, a baixa cotação do café e o constante desequilíbrio da balança comercial.
Também foi presidente do Instituto de Economia de São Paulo, diretor do Automóvel Clube de São Paulo e demais instituições.
Foi personagem significativo na Revolução de 1932 quando foi designado pelo general Klinger para chefiar o Departamento de Abastecimento das Tropas em Operação (SATO).
Faleceu em sua terra natal em 1961 aos 79 anos de idade, poucos dias antes de completar 80 anos.